# Podzwierzyniec (Łańcut)
Podzwierzyniec – część miasta Łańcut, do 1924 samodzielna wieś. Leży na północ od obecnego centrum miasta, wzdłuż ulicy o nazwie Podzwierzyniec, która stanowi fragment drogi wojewódzkiej nr 877.

## Historia
Dawniej wieś i gmina jednostkowa w powiecie łańcuckim, za II RP w woј. lwowskim. W 1921 roku gmina liczyła 814 mieszkańców. 1 stycznia 1925 włączony do Łańcuta.